# 사가정로
사가정로(Sagajeong-ro)는 서울특별시 동대문구 답십리동 신답역 교차로와 경기도 구리시 아천동 아천 나들목을 잇는 도로이다. 도로 명칭은 조선 초기의 문신 서거정의 호인 사가정(四佳亭)에서 유래하였다.
본래 이 도로는 종점이 서울특별시 중랑구 면목동 용마한신아파트앞 교차로까지였으나, 용마터널이 개설되면서 2018년 3월 8일에 용마터널 구간을 포함해 경기도 구리시 아천동까지 연장되었다. 아천 나들목에서 양재대로와 직결된다.

## 연혁
- 2010년 4월 22일 : 2개 이상 자치구에 걸쳐 있는 도로로 사가정로를 고시[1]
- 2018년 3월 8일 : 용마터널 개설에 따라 도로구간 종점을 서울특별시 중랑구 면목동에서 경기도 구리시 아천동까지 연장함. 이에 따라 총 연장이 4.44km에서 7.74km로 증가[2]

## 주요 경유지
서울특별시
- 동대문구 (답십리동 · 전농동 · 장안동) - 중랑구 면목동

경기도
- 구리시 아천동

## 노선
| 이름                       | 접속 노선                          | 소재지                 | 소재지                                                    | 비고                            |
| 마장로와 직결              | 마장로와 직결                      | 마장로와 직결          | 마장로와 직결                                             | 마장로와 직결                   |
| -------------------------- | ---------------------------------- | ---------------------- | --------------------------------------------------------- | ------------------------------- |
| 신답역 교차로              | 천호대로                           | 서울특별시             | 동대문구                                                  |                                 |
| 신답육교 교차로 (신답육교) | 황물로                             | 서울특별시             | 동대문구                                                  |                                 |
| 동대문중 교차로            | 답십리로                           | 서울특별시             | 동대문구                                                  |                                 |
| 전농동사거리               | 전농로                             | 서울특별시             | 동대문구                                                  |                                 |
| 배봉초교 교차로            | 한천로                             | 서울특별시             | 동대문구                                                  |                                 |
| 장안동삼거리               | 장한로                             | 서울특별시             | 동대문구                                                  |                                 |
| 장안지하차도 교차로        | 동부간선도로 장안벚꽃로            | 서울특별시             | 동대문구                                                  | 동부간선도로 하행만 진출입 가능 |
| 장안교                     |                                    | 서울특별시             | 동대문구                                                  |                                 |
| 중랑구                     |                                    | 서울특별시             |                                                           |                                 |
| 장안교사거리               | 국도 제3호선 (동일로) 동부간선도로 | 서울특별시             | 동부간선도로 상행만 진출입 가능                           |                                 |
| 유수지주차장 교차로        | 면목천로                           | 서울특별시             |                                                           |                                 |
| 사가정역 교차로            | 면목로                             | 서울특별시             |                                                           |                                 |
| 용마한신아파트 교차로      | 용마산로                           | 서울특별시             | 용마터널 구간 구리 방면 연장 2,562m 신답 방면 연장 2,567m |                                 |
| 용마터널                   |                                    | 서울특별시             | 용마터널 구간 구리 방면 연장 2,562m 신답 방면 연장 2,567m |                                 |
| 구리시                     | 교문동                             |                        | 용마터널 구간 구리 방면 연장 2,562m 신답 방면 연장 2,567m |                                 |
| 구리시                     | 교문동                             | 아치울교               |                                                           |                                 |
| 구리시                     | 교문동                             | 아천 요금소 (장자천교) |                                                           |                                 |
| 구리시                     | 교문동                             | 아천 나들목            | 국도 제43호선 국도 제46호선 (아차산로) 강변북로           |                                 |
| 양재대로와 직결            |                                    |                        |                                                           |                                 |

## 주요 건물 및 시설
- 서울답십리우체국 (서울특별시 동대문구 사가정로 7)
- 동대문중학교 (서울특별시 동대문구 사가정로 59)
- 서울전농초등학교 (서울특별시 동대문구 사가정로 66)
- KT 전농빌딩 (서울특별시 동대문구 사가정로 105)
- 전농2동주민센터 (서울특별시 동대문구 사가정로 137)
- 롯데슈퍼 전농점 (서울특별시 동대문구 사가정로 148)
- 서울배봉초등학교 (서울특별시 동대문구 사가정로 193)
- 장안2동행정복지센터 (서울특별시 동대문구 사가정로 230-1)
- 서울장안2동우체국 (서울특별시 동대문구 사가정로 240)
- 대덕운수 (서울특별시 동대문구 사가정로 252)
- 서울지방경찰청 제2기동단 (서울특별시 동대문구 사가정로 253)
- 홈플러스 면목점 (서울특별시 중랑구 사가정로 332)
- 한국양계축산업협동조합 (서울특별시 중랑구 사가정로 367)
- 한국양계농협 (서울특별시 중랑구 사가정로 375)
- 사가정역 (서울특별시 중랑구 사가정로 지하393)